# Éver Banega
Éver Maximiliano David Banega (* 29. Juni 1988 in Rosario) ist ein argentinisch-spanischer Fußballspieler. Er steht ab 2020/21 bei al-Shabab in Saudi-Arabien unter Vertrag.

## Verein
Éver Banega kommt aus der Jugend der Boca Juniors. Nach dem Transfer von Fernando Gago zu Real Madrid rückte der Mittelfeldspieler in die erste Mannschaft auf. Am 10. Februar 2007 gab er sein Profidebüt in einem Spiel gegen CA Banfield. Im selben Jahr gewann er mit den Boca Juniors die Copa Libertadores und mit dem argentinischen U-20-Team die Junioren-Fußballweltmeisterschaft 2007.
Im Januar 2008 wechselte Banega nach Spanien zum FC Valencia, nachdem deren Mannschaftskapitän David Albelda vom neuen Trainer Ronald Koeman aus dem Kader gestrichen worden war und der Klub auf dessen Position im zentralen Mittelfeld einen Ersatzmann brauchte. Nach enttäuschenden Resultaten des ambitionierten Klubs wurde Koeman jedoch gegen Ende der Saison entlassen und Albelda wieder in den Kader geholt. Das hatte zur Folge, dass Éver Banega wegen der großen Konkurrenz auf seiner Position im Sommer 2008 für ein Jahr an Atlético Madrid verliehen wurde, um dort Spielpraxis zu sammeln. Bei Atlético spielte Banega fortan eine wichtige Rolle auf der zentralen Mittelfeldposition. Nachdem er zur Saison 2009/10 wieder nach Valencia gewechselt war, knüpfte er an seine Leistungen bei Atlético an und spielte sich an der Seite von David Albelda in die erste Elf. Spätestens ab Beginn des Jahres 2010 war er eine wichtige Stütze im Mittelfeld des FC Valencia. Banega machte in der Saison 36 Spiele und erreichte mit dem FC Valencia den dritten Platz. Nach dem Wechsel von Juan Mata zum FC Chelsea zur Saison 2011/12 trug er die Rückennummer 10.
Zur Saison 2014/15 wechselte Banega zum FC Sevilla und absolvierte in zwei Saisons 59 Ligaspiele, in denen er acht Tore erzielte.
In der Saison 2016/17 spielte er für Inter Mailand in der italienischen Serie A. Anschließend kehrte er zu seinem ehemaligen Club FC Sevilla zurück. Er unterzeichnete dort einen Dreijahresvertrag. Mit dem Ende der vom Gewinn der Europa League gekrönten Saison 2019/20 wechselte der Argentinier zum saudi-arabischen Verein al-Shabab.

## Nationalmannschaft
Er nahm 2008 am olympischen Fußballturnier in China teil und gewann mit der argentinischen Auswahl die Goldmedaille. Für die Weltmeisterschaft 2010 in Südafrika wurde er von Trainer Diego Maradona nicht berücksichtigt, obwohl er zuvor in den Qualifikationsspielen zumeist Bestandteil der argentinischen Nationalmannschaft gewesen war. Nach der Entlassung Maradonas als Nationaltrainer gehörte er wieder zum Kader und nahm 2011 an der Copa América teil, bei der Argentinien als Gastgeber im Viertelfinale ausschied.

## Sonstiges
Im Februar 2013 erhielt Banega zusätzlich zu seiner argentinischen die spanische Staatsbürgerschaft.

## Titel
- Copa Libertadores: 2007
- UEFA Europa League: 2015, 2016, 2020
- Junioren-Weltmeister: 2007
- Spanischer Pokalsieger: 2008 mit dem FC Valencia
- Olympiasieger: 2008